# Піттсфілд (Нью-Гемпшир)
Піттсфілд (англ. Pittsfield) — місто (англ. town) в США, в окрузі Меррімак штату Нью-Гемпшир. Населення — 4075 осіб (2020).

## Демографія
Згідно з переписом 2010 року, у місті мешкало 4106 осіб у 1579 домогосподарствах у складі 1076 родин. Було 1769 помешкань
Расовий склад населення:
| - 96,9 % — білих - 0,6 % — чорних або афроамериканців - 0,6 % — азіатів - 0,3 % — корінних американців |

До двох чи більше рас належало 1,4 %. Частка іспаномовних становила 1,9 % від усіх жителів.
За віковим діапазоном населення розподілялося таким чином: 23,1 % — особи молодші 18 років, 65,4 % — особи у віці 18—64 років, 11,5 % — особи у віці 65 років та старші. Медіана віку мешканця становила 39,4 року. На 100 осіб жіночої статі у місті припадало 98,6 чоловіків;  на 100 жінок у віці від 18 років та старших — 95,1 чоловіків також старших 18 років.
Середній дохід на одне домашнє господарство  становив 65 244 долари США (медіана — 49 287), а середній дохід на одну сім'ю — 84 456 доларів (медіана — 63 250). Медіана доходів становила 47 539 доларів для чоловіків та 36 208 доларів для жінок. За межею бідності перебувало 15,4 % осіб, у тому числі 24,1 % дітей у віці до 18 років та 2,4 % осіб у віці 65 років та старших.
Цивільне працевлаштоване населення становило 1813 осіб. Основні галузі зайнятості: виробництво — 20,0 %, освіта, охорона здоров'я та соціальна допомога — 17,6 %, роздрібна торгівля — 15,8 %, будівництво — 14,3 %.